# Aktuality-Setkání
Aktuality-Setkání je periodikum českobudějovické diecéze. Je vydáváno z pověření českobudějovického biskupství Sdružením sv. Jana Neumanna v Českých Budějovicích. Periodikum vychází od roku 1990. Je řízeno redakční radou pod vedením Mons. Adolfa Pintíře. V současné době vychází jako měsíčník.